# Ngân hàng Trung ương Sudan

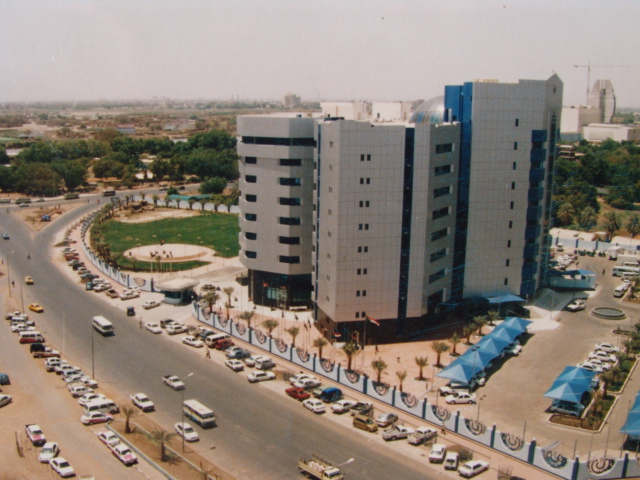
Ngân hàng Trung ương Sudan ở trụ sở chính tại Khartoum

Ngân hàng Trung ương Sudan là ngân hàng trung ương của Sudan, nằm ở thủ đô Khartoum. Ngân hàng được thành lập vào năm 1960, bốn năm sau khi Sudan độc lập. 
Vào tháng 3 năm 2023, trụ sở chính của Ngân hàng Trưng ương Sudan đã bị phá hủy trong cuộc Nội chiến Sudan. 

## Lịch sử
Trong thời kì Anh - Ai Cập đồng cai trị Sudan (1899 - 1956), đất nước này không có một ngân hàng trung ương chính thức, mà thay vào đó là sự kết hợp giữa Bộ Tài chính, Ủy ban Tiền tệ Sudan và Ngân hàng Trung ương Ai Cập để điều hành thay thế. Trong đó:
- Bộ Tài chính quản lý một phần dự trữ ngoại hối thông qua hai tài khoản: một tài khoản bằng USD được quản lý bởi Ngân hàng Trung ương Ai Cập; một tài khoản bằng bảng Anh được quản lý bởi Ngân hàng Barclays (DCO).
- Ủy ban tiền tệ Sudan có nhiệm vụ phát hành và quản lý tiền tệ, đồng thời nắm giữ một phần dự trữ ngoại hối của nhà nước.
- Chi nhánh của Ngân hàng Trung ương Ai Cập quản lý các hoạt động ngân hàng của chính phủ; đồng thời thực hiện vai trò chính là ngân hàng chính của các ngân hàng thương mại[2].

Sau khi giành được độc lập vào năm 1956, Sudan bắt đầu công cuộc xây dựng nhà nước thông qua một loạt các hành động, bao gồm việc xây dựng một ngân hàng trung ương. Một ủy ban gồm 3 chuyên gia từ Cục Dự trữ Liên bang Hoa Kỳ, đã làm việc với chính phủ Sudan và các chuyên gia tài chính để tạo ra Luật Ngân hàng Sudan năm 1959, và vào năm 1960 Ngân hàng Sudan bắt đầu hoạt động. Để thành lập ngân hàng, chính phủ Sudan đã quốc hữu hoá hoạt động của Ngân hàng Quốc gia Ai Cập tại Sudan (một trong số bảy chi nhánh), và kết hợp chúng với hội đồng tiền tệ Sudan.
Ngoài các nhiệm vụ bình thường của ngân hàng trung ương, có thể bao gồm đúc tiền bạc và phát hành tiền giấy, quản lý kế toán nội bộ và bên ngoài của quốc gia, và thiết lập chính sách tiền tệ và lãi suất, ngân hàng trung ương của Sudan cũng chịu trách nhiệm bồi dưỡng ngân hàng Hồi giáo. 
Sau khi Sudan giới thiệu luật Hồi giáo (Sharia) vào năm 1984, ngành ngân hàng và tài chính đã thay đổi cơ chế của mình để phù hợp với Sharia. Năm 1993, chính phủ thành lập Hội đồng giám sát cao của Sharia (SHSB) để đảm bảo khả năng tương thích của các hoạt động tài chính với các nguyên tắc Hồi giáo. Phù hợp với SHSB, chính phủ không còn bán tín phiếu kho bạc và trái phiếu chính phủ nữa; thay vào đó, Ngân hàng bán "Chứng chỉ tài chính" tuân thủ các nguyên tắc tài chính Hồi giáo.

### Lịch sử ngân hàng
Năm 1965, Ngân hàng Sudan và Crédit Lyonnais thành lập một ngân hàng liên doanh có tên là Ngân hàng Al / An / El Nilein (Ngân hàng Nile). Crédit Lyonnais đóng góp hai chi nhánh mà nó đã phát triển kể từ khi nó lần đầu tiên vào Sudan năm 1953. Ngân hàng Sudan chiếm 60% cổ phần của ngân hàng Nilein, và Crédit Lyonnais mất 40%. 
Năm 1970, chính phủ Sudan quốc hữu hóa tất cả các ngân hàng ở Sudan, đổi tên một số ngân hàng, và đặt chúng dưới Ngân hàng Sudan. Ngân hàng Barclays, có mạng lưới rộng lớn gồm 24 chi nhánh, trở thành Ngân hàng Ngoại thương và sau đó là Ngân hàng Khartoum. Sáu chi nhánh ngân hàng Misr của Ai Cập đã trở thành Ngân hàng Hợp tác Nhân dân. Bốn chi nhánh của Ngân hàng Ả Rập của Jordan đã trở thành Ngân hàng Biển Đỏ hoặc Ngân hàng Thương mại Biển Đỏ (các tài khoản khác nhau). Ngân hàng Thương mại của một chi nhánh của Ethiopia đã trở thành Ngân hàng Thương mại Juba. Ngân hàng quốc gia và Grindlays, vào năm 1969, đã tiếp quản bốn chi nhánh mà Ngân hàng Ottoman đã thành lập sau khi vào năm 1949, trở thành Ngân hàng Omdurman. Năm 1973, Ngân hàng Biển Đỏ và Ngân hàng Hợp tác Nhân dân được sáp nhập vào Ngân hàng Omdurman. Sau đó vào năm 1984, Ngân hàng Omdurman sáp nhập với Ngân hàng Thương mại Juba để thành lập Ngân hàng Unity. 
Năm 1993, Ngân hàng Al / An / El Nilein sáp nhập với Ngân hàng Công nghiệp Xu-đăng để thành lập Ngân hàng Phát triển Công nghiệp Nilein. Năm 2006, Emaar Properties và Amlak Finance tại Dubai đã mua lại 60% cổ phần của Ngân hàng Phát triển Công nghiệp El Nilein của Sudan; Ngân hàng Xu-đăng giữ lại 40% cổ phần.

## Hoạt động

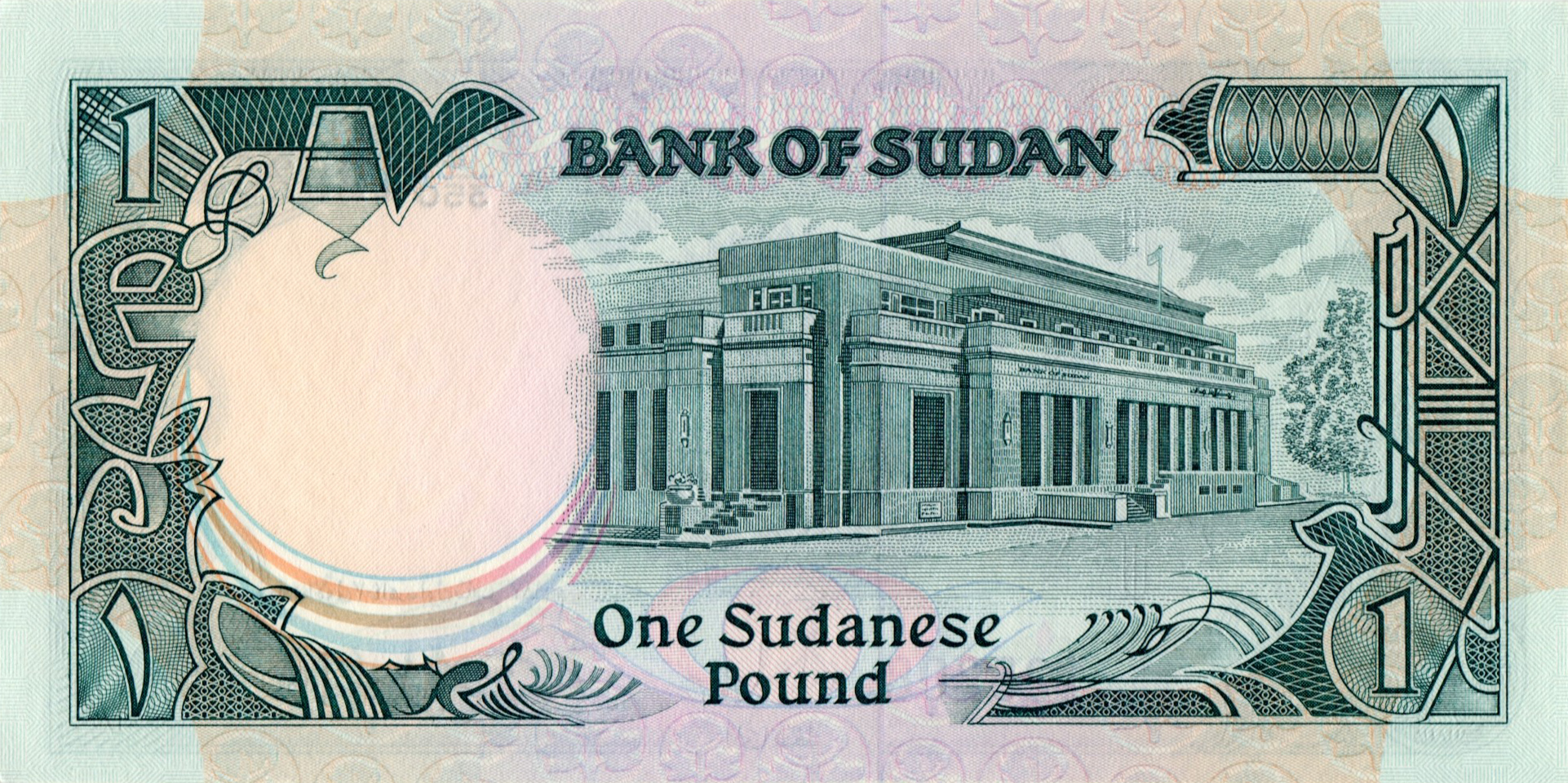
Đảo ngược một loạt tờ tiền giấy một phần năm 1987 có trụ sở chính của ngân hàng

Theo tình trạng ngân hàng và tài chính của Sudan hiện nay, phần "Giới thiệu về Ngân hàng của Sudan" của ngân hàng nêu rõ: Kể từ khi bắt đầu Chương trình kinh tế ba năm (1990–1993), Ngân hàng Sudan đã thực hiện các chính sách nhằm khôi phục nền kinh tế Sudan, cuối cùng là chính sách tín dụng năm 2000 dựa trên những điều sau:
1. Nhấn mạnh các biện pháp bên cung và ổn định tiền tệ tốt hơn để sử dụng các nguồn lực ngân hàng bằng cách nhấn mạnh tài chính cho các lĩnh vực ưu tiên kinh tế ưu tiên và tiếp tục tinh giản các chính sách cung cấp chung.
2. Tiếp tục chương trình hỗ trợ xã hội vì lợi ích của các hộ nghèo theo dự án huy động quốc gia về an sinh xã hội và cải thiện năng suất.
3. Tiếp tục tài trợ cho các công ty đại chúng thông qua các ngân hàng mà không cần đến Ngân hàng Sudan để tài trợ trực tiếp.
4. Cho phép các ngân hàng thương mại cung cấp tài chính bằng ngoại tệ theo quy định của Ngân hàng Sudan.

### Bao gồm tài chính
Ngân hàng tham gia vào việc xây dựng các chính sách để thúc đẩy sự bao gồm tài chính và là thành viên của Liên minh tài chính.

### Các chi nhánh của Ngân hàng Sudan
Vì đất nước Sudan gấp khoảng 1 lần diện tích bang Alaska ở Hoa Kỳ, ngân hàng trung ương có hệ thống chi nhánh ngân hàng:
- Chi nhánh chính - Khartoum
- Wad Madani Branch
- Kosti Branch
- Chi nhánh Atbara
- Chi nhánh Al Qadarif
- Chi nhánh Nyala
- Chi nhánh Juba
- Chi nhánh Al-Ubayyid
- Dongola Branch
- Chi nhánh Cảng Sudan
- Chi nhánh Al-Fashir
- Wau Branch
- Chi nhánh Malakal

### Danh sách các thống đốc Ngân hàng Sudan
- Mamoun Beheiry 1959–1963
- Elsayid Elfeel 1964–1967
- Abdelrahim Mayrgani 1967–1970
- Abdelateef Hassan 1970–1971
- Awad Abdel Magied Aburiesh 1971–1972
- Ibrahim Mohammed Ali Nimir 1973–1980
- Elsheikh Hassan Belail 1980–1983
- Faroug Ibrahim Elmagbool 1983–1985
- Ismail el-misbah Mekki hamad 1985–1988
- Mahdi Elfaky Elshaikh 1988–1990
- Elshaik SidAhmed Elshaikh 1990–1993
- Sabir Mohammed El-Hassan 1993–1996
- Abdall Hassan Ahmed 1996–1998
- Sabir Mohammed El-Hassan 1998-2011
- Mohamed Kheir El-Zubeir 8/3/2011 - 15/12/2013
- Abdelrahman Hassan Abdelrahman Hashim 15/12/2013 -28/12/2016
- Hazim Abdegadir Ahmed Babiker từ ngày 28/12/2016